# Grandglaize Creek
Grandglaize Creek est un ruisseau du Missouri aux États-Unis et un affluent de la rivière Osage, dans le lac des Ozarks. Il s'écoule sur 16 km avant d'atteindre le lac des Ozarks, au niveau du bras Grand Glaize d'une longueur de 24 km avant d'atteindre l'Osage, dans le lac.

## Source de la traduction
- (en) Cet article est partiellement ou en totalité issu de l’article de Wikipédia en anglais intitulé « Grandglaize Creek » (voir la liste des auteurs).